# Contea di Limestone (Texas)
La contea di Limestone, in inglese Limestone County, è una contea dello Stato del Texas, negli Stati Uniti. La popolazione al censimento del 2010 era di 23 384 abitanti. Il capoluogo di contea è Groesbeck. La contea è stata creata nel 1846. Il suo nome deriva dai depositi di calcare della regione.

## Geografia fisica
| Anno | Popolazione | ±%     |
| ---- | ----------- | ------ |
| 1850 | 2,608       | Note:  |
| 1860 | 4,537       | 74.0%  |
| 1870 | 8,591       | 89.4%  |
| 1880 | 16,246      | 89.1%  |
| 1890 | 21,678      | 33.4%  |
| 1900 | 32,573      | 50.3%  |
| 1910 | 34,621      | 6.3%   |
| 1920 | 33,283      | −3.9%  |
| 1930 | 39,497      | 18.7%  |
| 1940 | 33,781      | −14.5% |
| 1950 | 25,251      | −25.3% |
| 1960 | 20,413      | −19.2% |
| 1970 | 18,100      | −11.3% |
| 1980 | 20,224      | 11.7%  |
| 1990 | 20,946      | 3.6%   |
| 2000 | 22,051      | 5.3%   |
| 2010 | 23,384      | 6.0%   |

Secondo l'Ufficio del censimento degli Stati Uniti d'America la contea ha un'area totale di 933 miglia quadrate (2420 km²), di cui 905 miglia quadrate (2340 km²) sono terra, mentre 28 miglia quadrate (73 km², corrispondenti al 3,0% del territorio) sono costituiti dall'acqua.

### Strade principali
- U.S. Highway 84
- State Highway 7
- State Highway 14
- State Highway 164
- State Highway 171

### Contee adiacenti
- Navarro County (nord)
- Freestone County (nord-est)
- Leon County (sud-est)
- Robertson County (sud)
- Falls County (sud-ovest)
- McLennan County (ovest)
- Hill County (nord-ovest)